# Carpinus laxiflora
Carpinus laxiflora là một loài thực vật có hoa trong họ Betulaceae. Loài này được (Siebold & Zucc.) Blume mô tả khoa học đầu tiên năm 1851.

## Hình ảnh

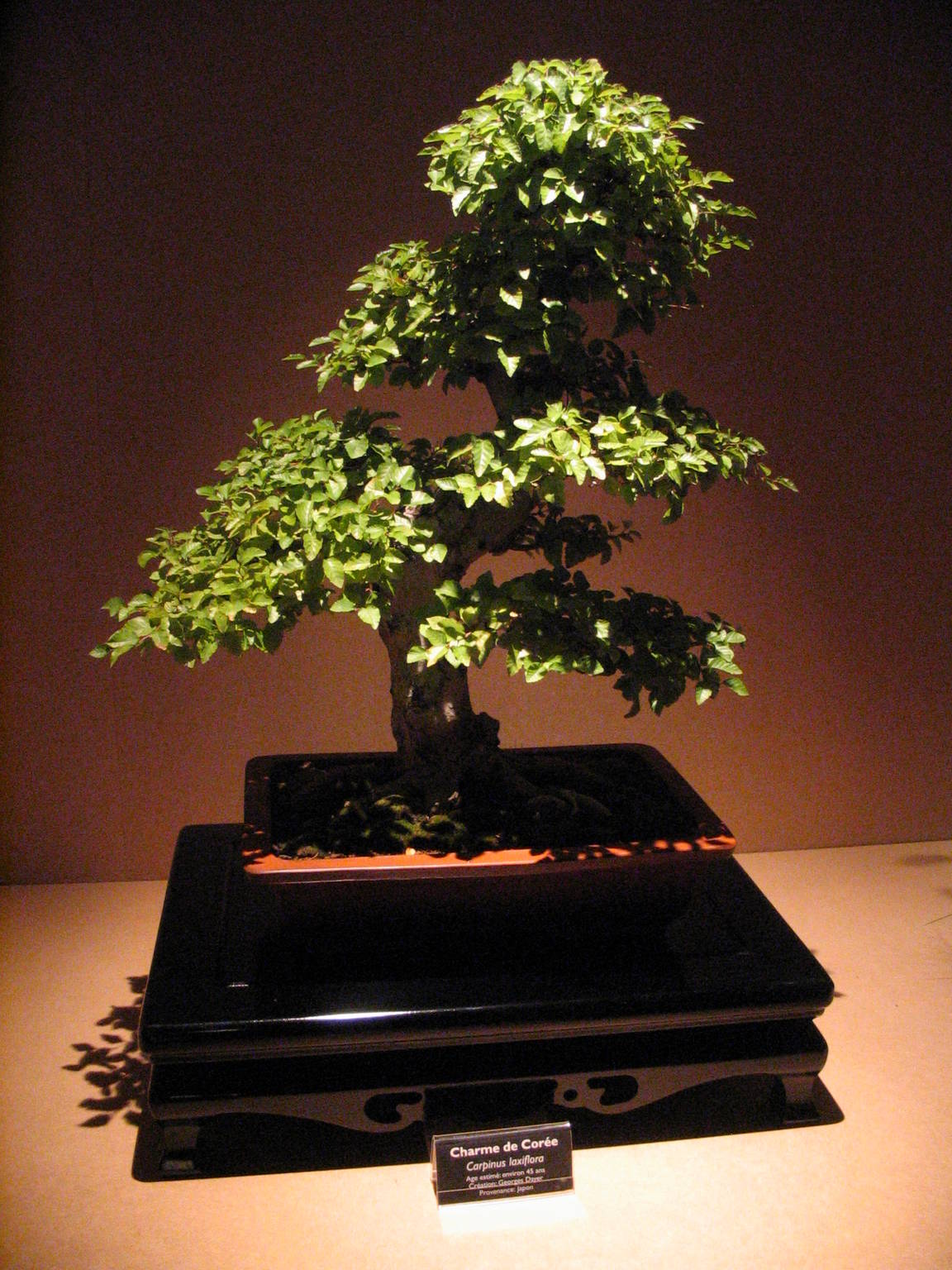
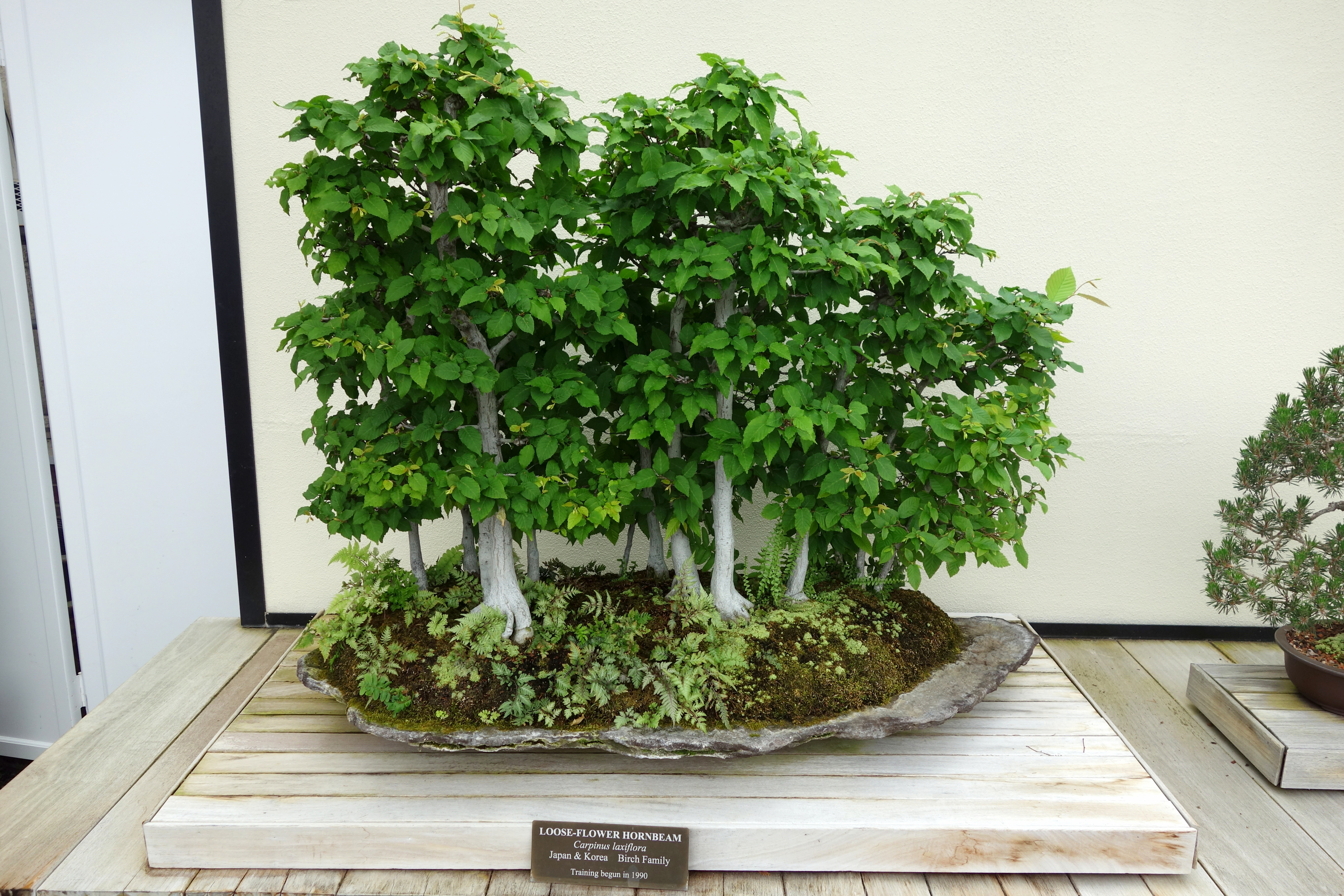
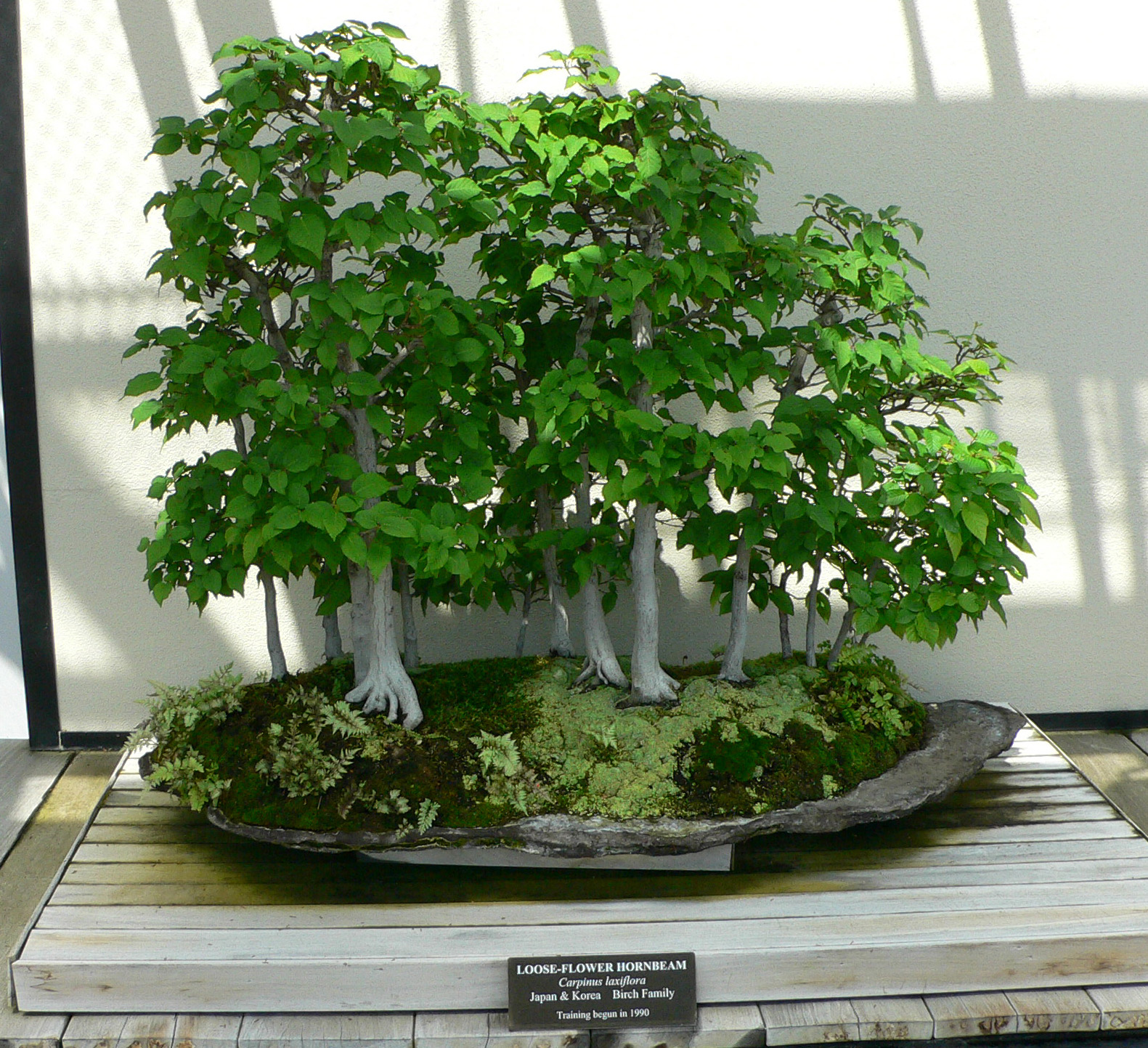
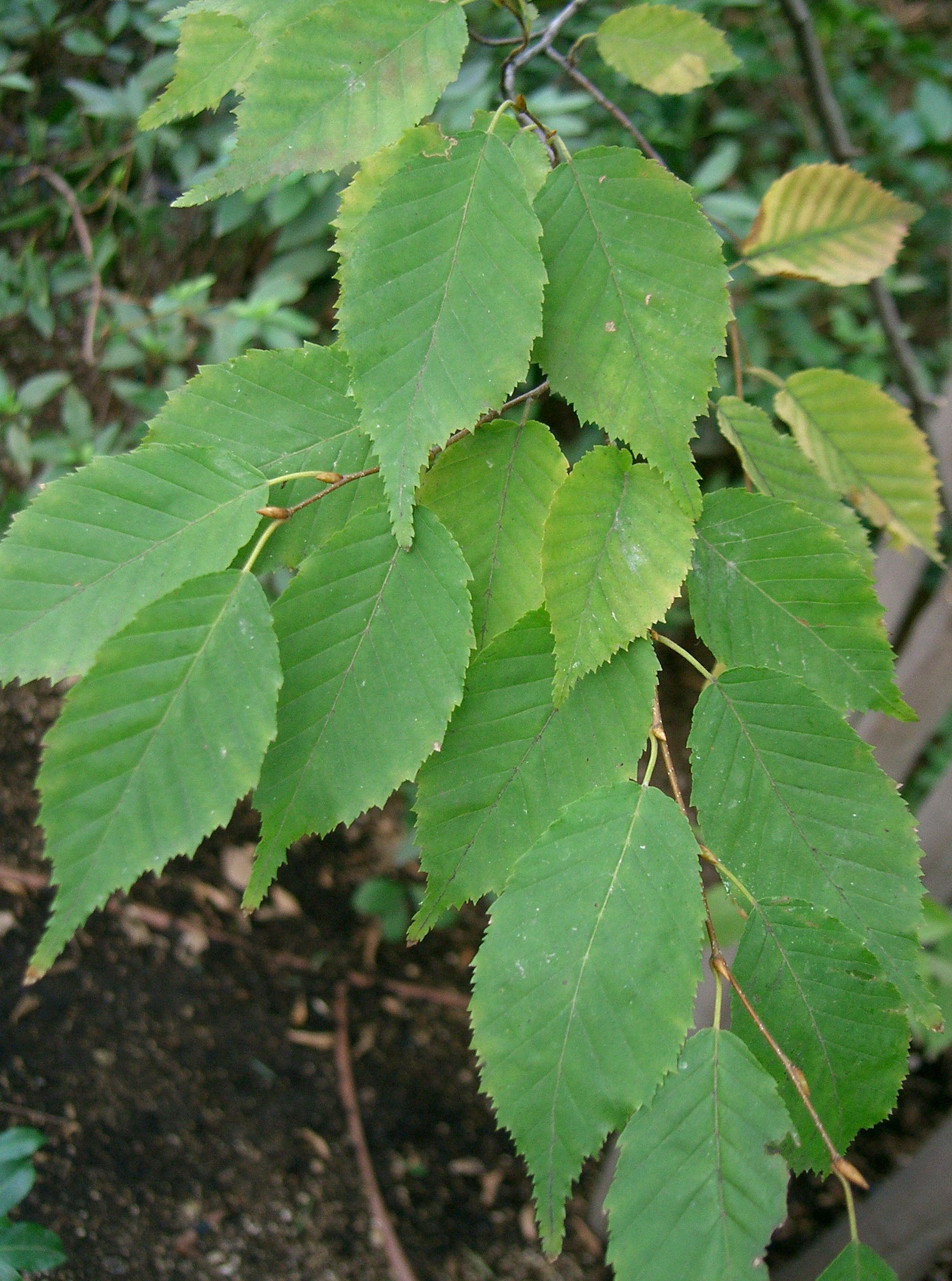